# آد ورلد آنهابيتنز
آد ورلد آنهابيتنز (بالإنجليزية: Oddworld Inhabitants)‏، هي شركة ألعاب فيديو، أسست سنة 1994م في ولاية لوس أنجلوس الأمريكية، واشتهرت بإنتاج سلاسل ألعاب آد ورلد.

## وصلات خارجية
- آد ورلد آنهابيتنز على موقع ميوزك برينز (الإنجليزية)

- Official homepage
- IGN OWI overview